# Leucoperina kahli
Leucoperina kahli är en fjärilsart som beskrevs av Holland 1920. Leucoperina kahli ingår i släktet Leucoperina och familjen tofsspinnare. Inga underarter finns listade i Catalogue of Life.